# Бењаковце
Бењаковце (слч. Beniakovce) насељено је мјесто са административним статусом сеоске општине (слч. obec) у округу Кошице-околина, у Кошичком крају, Словачка Република.

## Становништво
| Година:    | 1994. | 2004.   | 2014.    | 2024.    |
| ---------- | ----- | ------- | -------- | -------- |
| Број људи: | 529   | 558     | 645      | 873      |
| Разлика:   |       | +5,48 % | +15,59 % | +35,34 % |

| Година:    | 2023. | 2024.   |
| ---------- | ----- | ------- |
| Број људи: | 839   | 873     |
| Разлика:   |       | +4,05 % |

Према подацима о броју становника из 2011. године насеље је имало 627 становника.